# Vitekorchis excavata
Vitekorchis excavata är en orkidéart som först beskrevs av John Lindley, och fick sitt nu gällande namn av Agnieszka Romowicz och Dariusz Szlachetko. Vitekorchis excavata ingår i släktet Vitekorchis och familjen orkidéer. Inga underarter finns listade i Catalogue of Life.
Artens utbredningsområde anges som västra Sydamerika.

## Bilder

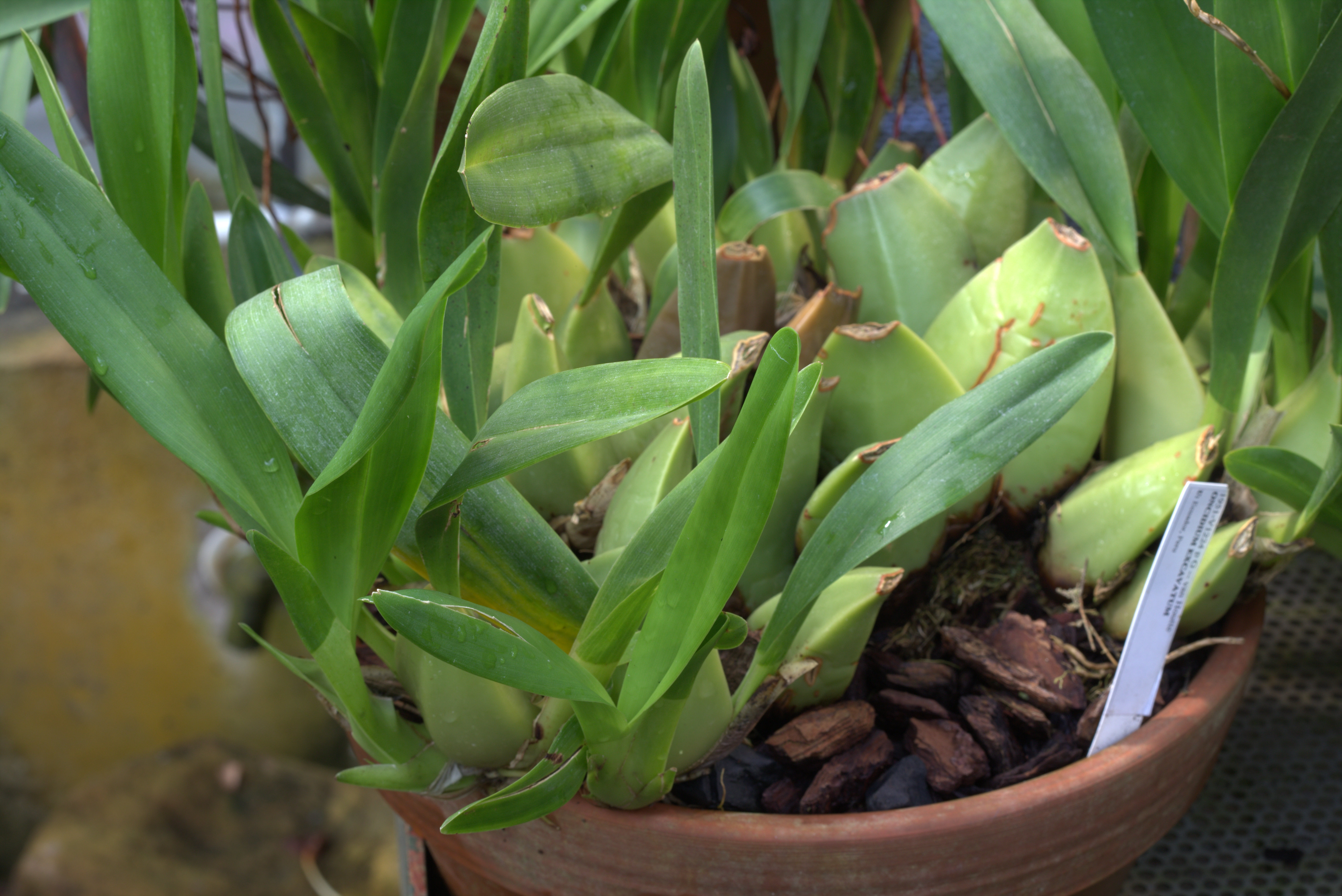
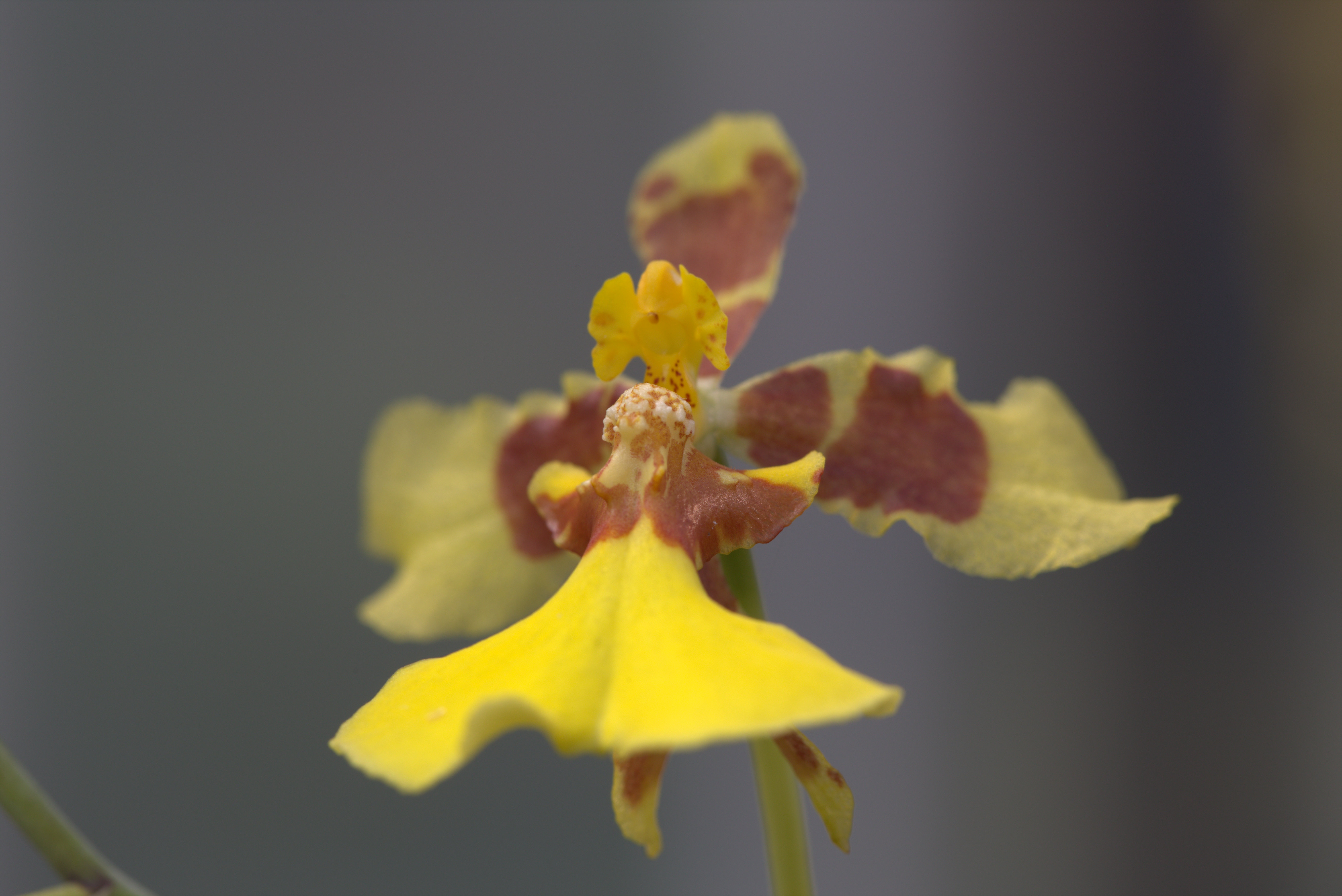